# Slătioara (okręg Vâlcea)
Slătioara – wieś w Rumunii, w okręgu Vâlcea, w gminie Slătioara. W 2011 roku liczyła 985 mieszkańców.